# Papel social na psicologia
Papel social é o personagem que a pessoa incorpora conforme o cenário social. Os papéis representam a ordem institucional (em sua totalidade, estão localizados em instituições políticas e religiosas), eles tornam possível a existência das instituições como presença real na experiência dos indivíduos. Ao desempenhá-los, o indivíduo participa de um mundo social, e ao interiorizá-los, o mesmo mundo torna-se subjetivamente real para ele.
Tais papéis têm grande importância estratégica numa sociedade, uma vez que representam não somente instituições específicas, mas a integração de todas elas em um mundo dotado de sentido. Naturalmente, estes papéis ajudam a manter esta integração na consciência e na conduta dos membros da sociedade.
Aprender um papel não é apenas adquirir as rotinas necessárias para executá-los. É preciso que seja também iniciado nas várias camadas cognoscitivas e afetivas do corpo de conhecimento  em que pode ser tanto direta ou indiretamente adequado a esse papel. O indivíduo executa vários papéis, cada um de acordo com o contexto em que se encontra inserido.